# Saara Ranin

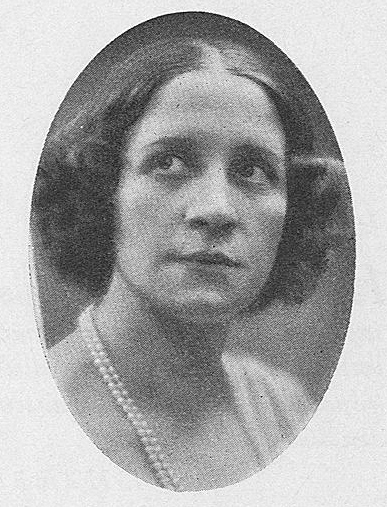
Saara Ranin, bild från början av 1930-talet.

Saara Wilhelmiina Ranin, född Muinonen 3 mars 1898 i Fredrikshamn, död 3 mars 1992 i Helsingfors, var en finländsk skådespelare och regissör.
Ranin var dotter till Matti och Wilhelmina Muinonen. Hon studerade fyra år vid ett läroverk och tog därefter hantverkskurser innan hon började arbeta i en bokhandel. Under finska inbördeskriget anslöt sig Ranin till de vitas sida och efter kriget studerade hon skådespeleri. Hon verkade vid teatern i Kotka 1918–1926. Hon verkade som skådespelare vid Tammerfors arbetarteater 1926–1928 och Tammerfors teater 1928–1934. Ranin arbetade som både regissör och skådespelare vid teatern i Björneborg 1934–1940, Kotkas landsbygdsteater 1940–1944, Viborgs stadsteater 1944–1945, Finlands arbetarteater 1945–1947, Helsingfors arbetarteater 1947–1948 och vid Helsingfors folk- och arbetarteater 1948–1965. 1954 tilldelades hon Pro Finlandia-medaljen och var gift med skådespelaren Helge Ranin 1926–1952. Parets son var Matti Ranin och sonson Matti Olavi Ranin.
Vid sidan om teatern, medverkade Ranin i diverse radio- och TV-uppsättningar 1960–1990. Ranin avled på sin 94-årsdag 1992 efter en kort tids sjukdom.